# Robert Foster (écrivain)
Pour les articles homonymes, voir Robert Foster et Foster.
Robert Foster, né le 1er janvier 1949 à Brooklyn, New York), est un écrivain, philologue et historien de la littérature américain. Il est surtout connu pour son ouvrage The Complete Guide to Middle-earth, une encyclopédie du légendaire de l'écrivain britannique J. R. R. Tolkien parue pour la première fois en 1971. L'ouvrage fut révisé et augmenté en 1978 après la parution du Silmarilion.  Il fut republié en 2001 à l'occasion de la sortie au cinéma de La Communauté de l'Anneau de Peter Jackson. Cette  édition fut augmentée par des illustrations de Ted Nasmith en 2003. Une nouvelle édition en langue anglaise est sortie en 2022 avec des illustrations supplémentaires.
Robert Foster est docteur en littérature anglaise et médiévale à l'Université de Pennsylvanie (1974), et exerce en tant que professeur de littérature anglaise au Rutgers College (New Brunswick),. Il collabore aussi de manière régulière avec la Tolkien Society américaine, en tant que consultant. Il vit actuellement à Parsippany, dans le New Jersey.